# ベルナルデュス・ドワルス
ベルナルデュス・ヴィルヘルムス・ドワルス（Bernardus Wilhelmus Dwars、1844年7月11日 - 1880年6月27日）は、明治時代にお雇い外国人として来日したオランダの薬学者、薬剤師である。

## 経歴・人物
オランダ中東部のオーファーアイセル州の州都ズヴォレの生まれ。同地の薬局に勤務し、1871年に薬剤師の採用試験に合格する。後にアムステルダム大学に転勤し、同大学の教授の助手となり化学等の教鞭を執った。
これにより、1873年（明治6年）に日本政府の招聘により来日した。大阪の今橋にある私営の洋式薬局の精々舎に雇われ、そこで薬品の研究、製薬等に携わった。この業績により、1875年（明治8年）に発足された同地の官営の司薬場で滞日していた同郷で同じ薬学者であった京都の司薬場の職員のアントン・ヨハネス・ゲールツと共に日本薬局方の草案に携わる等、日本における薬剤の近代化及び西洋化に貢献した。
1879年（明治12年）2月に任期満了となり、帰国。帰国後は薬学の仕事を退き、大学の教員を務めたアムステルダムで砂糖の工場に勤務するも、翌年同地で死去した。